# Obatzter

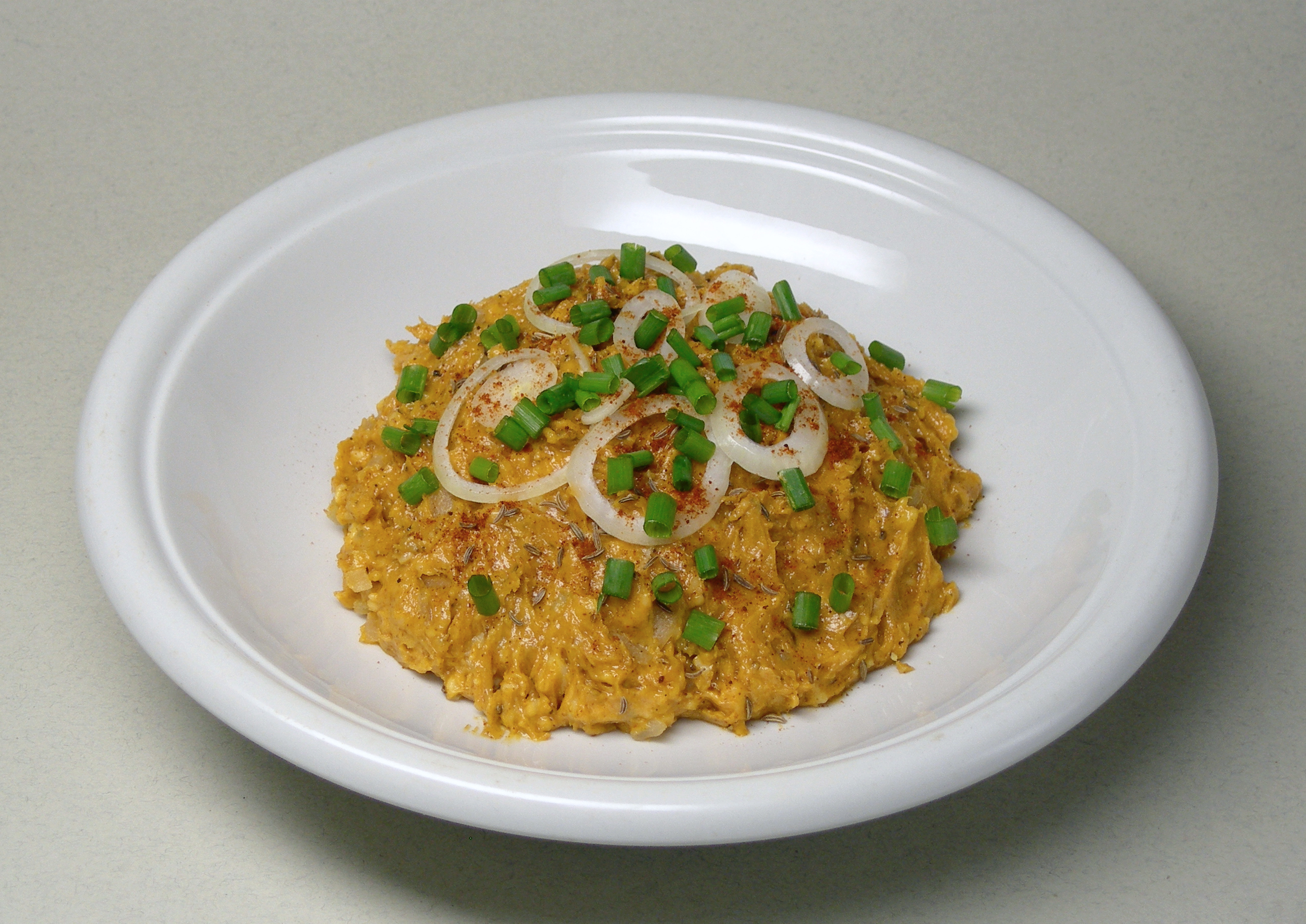
Obatzter

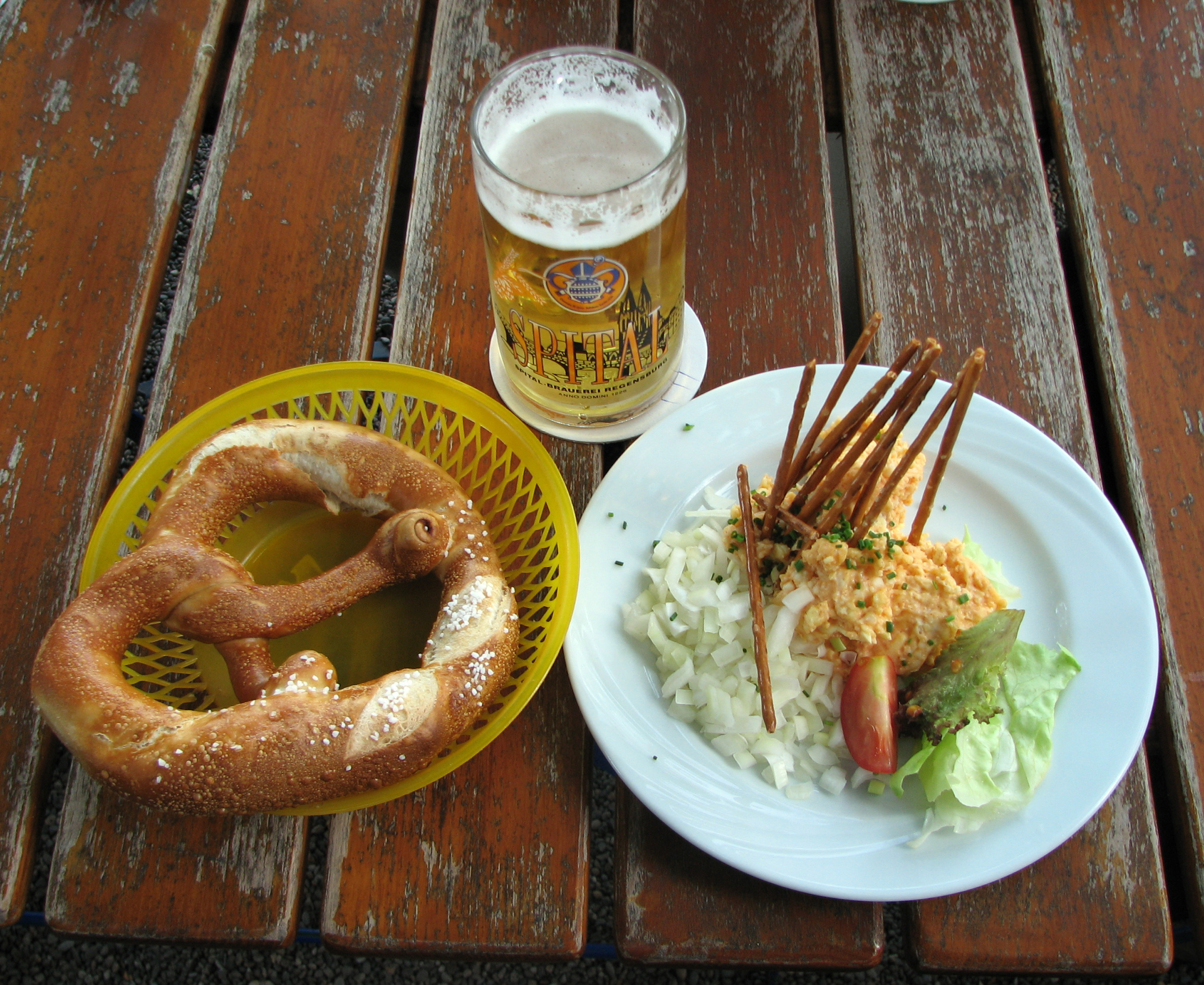
Obatzter mit Breze und Bier

Obatzter, auch Obatzda oder Obazda (mundartlich für „Angebatzter, Angedrückter, Vermischter“), ist eine pikante bayerische Käsezubereitung, die als Zwischenmahlzeit (zur Brotzeit) serviert wird. In Franken heißt sie Gerupfter oder angemachter Camembert bzw. Angemachter, speziell in Bamberg und Umgebung zum Teil auch Liptauer.

## Geschichte
Der ursprüngliche Obatzte war eine Verwertung von alten Käseresten, insbesondere von Camembert, Brie oder anderen Weichkäsen. Um ihn wieder schmackhaft zu machen, vermischte man den reifen bis überreifen Käse mit Butter und fügte Gewürze zu, hauptsächlich Paprika sowie häufig Kümmel oder Zwiebel. Aus dieser traditionellen Variante hat sich eine Vielfalt von Rezepten entwickelt.
Bekannt wurde der Obatzte in den 1920er-Jahren, als ihn die Wirtin Katharina Eisenreich ihren Gästen im Weihenstephaner Bräustüberl in Freising servierte. Seither gilt folgendes Rezept als das verbreitetste:
Reifer Camembert wird mit schaumig gerührter Butter, sehr fein gehackten Zwiebeln, eventuell etwas Salz, Pfeffer, viel Rosenpaprika, Kümmel und etwas Weißbier zu einer Creme verarbeitet. Für die kräftigeren Varianten nimmt man Limburger oder Romadur, die milderen Varianten entstehen durch Zugabe von Quark oder Frischkäse. In Altbayern wird der Rezeptur auch gerne Bier, in Franken Wein zugefügt.

## Zubereitung
In Bayern gehört der Obatzte zu den klassischen Biergarten-Gerichten. Camembert oder andere Weichkäse werden mit Butter, Rahm oder Quark so lange zerdrückt, bis eine streichfähige Masse entsteht. Diese wird mit Paprika gewürzt, frischem Schnittlauch bestreut und mit Roggenbrot oder Brezen, Radieschen oder in Spiralen geschnittenem Radi (Rettich) sowie Zwiebel serviert.
Obatzter sollte am Tag der Zubereitung gegessen werden, da die Zwiebeln sonst einen bitteren Geschmack entwickeln. Alternativ können die Zwiebeln in Ringe geschnitten auch erst kurz vor dem Servieren auf dem Obatzten angerichtet werden. In anderer Variante werden die Zwiebeln vorher leicht angedünstet, dadurch hält sich der Obatzte länger und schmeckt milder.
Seit den 1980er Jahren stellen verschiedene Molkereien den Obatzten auch auf industriellem Weg her. Es wurden auch Varianten wie feurig, mit Röstzwiebeln oder mit Bier angeboten.
Es gibt auch zahlreiche vegane Varianten.

## Vergleichbare, nichtbayerische Rezepturen
Dem Obatzten ähnelnde Käsezubereitungen gibt es auch in anderen Regionen. In Hessen wird der Hessesche ähnlich mit Limburger, Mainzer oder Harzer Käse zubereitet. Im Raum Frankfurt am Main werden Camembert, Frischkäse, Zwiebeln und Paprikapulver zum Sachsenhäuser Schneegestöber (auch Frankfurter Schneegestöber) vermischt. In der österreichischen, mitteldeutschen (vgl. Küche der DDR/Ostdeutschlands) und slowakischen Küche gibt es eine vergleichbare „Käsecreme“, den Liptauer. In Rheinhessen ist der Spundekäs vergleichbar, wenn auch ohne Camembert hergestellt. In Tschechien wird eine vergleichbare Speise als Bierkäse (Pivni Syr) gereicht.

## Geschützte Bezeichnungen
Seit dem 16. Juli 2015 sind die Bezeichnungen „Obazda“ und „Obatzter“ im Register der geschützten Ursprungsbezeichnungen und der geschützten geografischen Angaben der Europäischen Kommission eingetragen.
Verpflichtende Zutaten laut dieser Verordnung sind:
- Camembert oder Brie (mind. 40 % Anteil), wahlweise zusätzlich Romadur, Limburger oder Frischkäse. Der Käseanteil muss insgesamt mind. 50 % betragen.
- Butter
- Paprikapulver oder Paprikaextrakt
- Salz.

Freigestellte Zutaten sind: Zwiebel, Kümmel, Gewürze, Kräuter, Rahm, Milch und Bier.
Um diese Spezialität „Obazda“ oder „Obatzter“ nennen zu können, muss die gesamte Verarbeitung der Zutaten in Bayern erfolgt sein. Die Rohstoffe zur Herstellung dürfen auch von außerhalb Bayerns bezogen werden.
Stellt z. B. ein Supermarkt außerhalb Bayerns an seiner Käsetheke dieses Produkt her, muss es unter einer anderen Bezeichnung angeboten werden.
Die von der Landesvereinigung der Bayerischen Milchwirtschaft initiierte Registrierung als geschützte Bezeichnung verursacht für Gaststätten erheblichen finanziellen und bürokratischen Aufwand. Jeder Gastwirt, der selbstgemachten Obatzten auf seiner Speisekarte listet, muss sich entsprechend zertifizieren lassen, was im Einzelfall bis zu 300 Euro kostet. Viele Gaststätten, so zum Beispiel Münchens größter Biergarten „Königlicher Hirschgarten“, weichen daher auf nicht geschützte Alternativbezeichnungen wie „Ogmachter Kas“ aus, andere auf industriell gefertigten Obazden. Oder sie nehmen ihn ganz von der Karte, so dass inzwischen manche befürchten, dass der angebliche „Schutz“ des Kulturgutes Obatzter dessen Aussterben verursacht.